# Districte de Baradust
El districte de Baradust és un districte kurd d'Iraq (prop de la frontera nord-est) i antic principat kurd entre Ushnu, Rayat i Rawanduz, amb capital a Kani Resh. Limita amb Girdi o Shamdinan al nord, amb el Shirwan a l'oest i amb Bilbas a l'est. Al seu territori hi neix el riu Petit Zab.
S'hi va trobar l'estela urartiana de Kel-i Shin.
Apareix en temps dels hasanwàyhides (959-1015) un descendent dels quals, Nasir al-Dawla Badr, cap de la tribu Baradust, fou l'origen d'un petit principat a la zona. El cap tribal Ghazi Kiran ibn Sultan Ahmad es va oposar al safàvida Ismail I, però després s'hi va aliar i va rebre el títol de Ghazi Kiran i li van reconèixer en feu Targavar, Sumay i Dul. Va restar de fet independent fins a la batalla de Caldiran (1514) quan es va declarar vassall del sultà otomà que li va concedir diversos districtes. El seu fill Shah Muhammad Beg ibn Ghazi Kiran va fundar l'emirat de Sumay; el 1597 l'emir de Sumay es deia Awliya Beg. A Targavar regnava al segle xvi Nasir Beg ibn Shirin Baradust ibn Shaykh Hasan i el més famós de la branca fou Khan Yakdas revoltat contra Abbas I el Gran al començament del segle xvii, que es va tancar a la fortalesa de Dimdim (1608) que va resistir fins al 1610. Altres emirs destacats foren Fayd Allah Bey i Yusif Baradust, que va sostenir una dura guerra contra Mir Muhammad de Shamdinan.
L'emir Sadik Khan va contribuir a la pujada al tron de la dinastia qajar però es va revoltar contra Fath Ali Shah (1796).
Modernament cal esmentar l'emir Ismail Agha Simko Abdoy que el febrer de 1918 va fer matar el patriarca nestorià Benyamin Mar Shimun i durant un temps fou senyor de tots els territoris a l'oest del llac Úrmia però en fou expulsat per una expedició militar persa el 1922 i es va refugiar a Rawanduz; quan uns anys després va voler retornar fou mort en una emboscada prop d'Ushnu. Shaykh Rashid de Lolan, emir dels Baradust es va enfrontar el 1931 amb l'emir kurd Shaykh Ahmad Barzani, reconegut pels britànics, que s'havia proclamat Déu i Profeta i recomava menjar porc i destruir l'alcorà (Ahmad fou derrotat pels britànics el 1932-1933).
Al segle xx la tribu més potent a la regió eren els shikak amb dos mil famílies, originaris de la regió de Mayyafarikin.